# Барон Далвертон

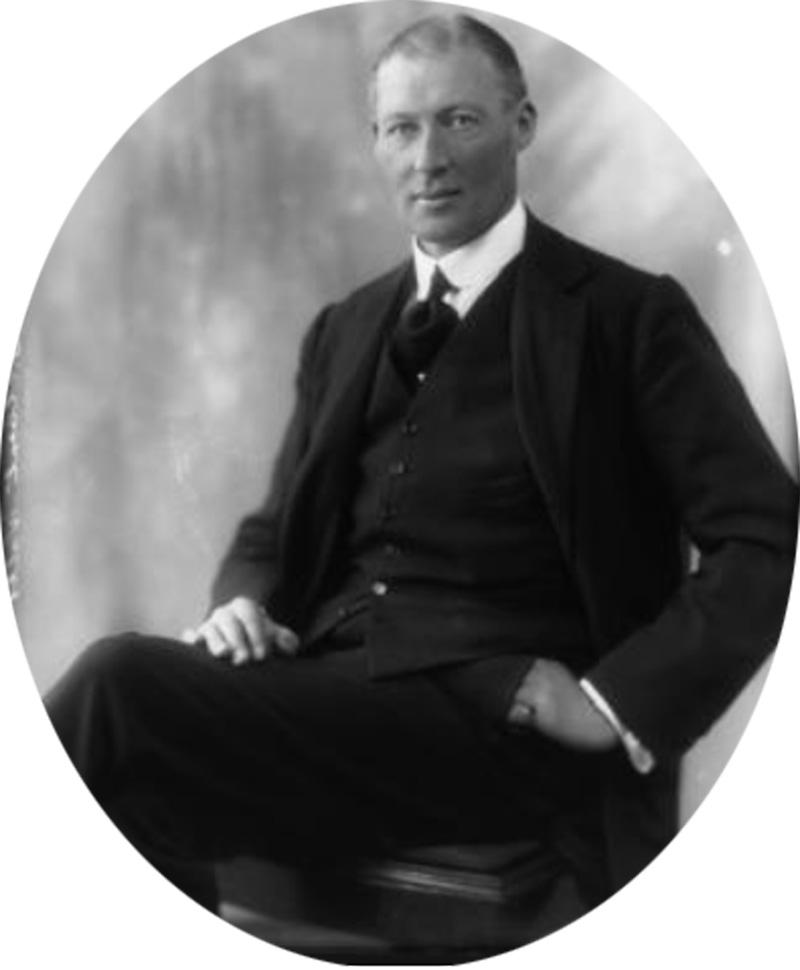
Гилберт Алан Гамильтон Уиллс, 1-й барон Далвертон (1880—1956)

Барон Далвертон из Бэтсфорда в графстве Глостершир — наследственный титул в системе Пэрства Соединённого королевства. Он был создан 8 июля 1929 года для британского предпринимателя сэра Гилберта Уиллса, 2-го баронета (1880—1956). Он был президентом компании Imperial Tobacco, а также заседал в Палате общин Великобритании от Тонтона (1912—1918) и Уэстон-сьюпер-Мэра (1918—1922).
Титул баронета Уиллса из Нортмура в графстве Сомерсет был создан 15 ноября 1897 года для Фредерика Уиллса (1838—1909), отца первого барона Далвертона. Он был директором WD & HO Wills, которая позднее стала частью компании Imperial Tobacco, и представлял в Палате общин Великобритании Северный Бристоль от либерально-юнионистской партии (1900—1906). Фредерик Уиллс был членом богатой бристольской семьи Уиллсов, занимавшейся импортом табака. Его старшим братом был сэр Эдвард Пейсон Уиллс, 1-й баронет (1834—1910), а двоюродным братом — Уильям Уиллс, 1-й барон Винтерсток (1830—1911). В 1966 году семья Уиллс, состоящая из 14 членов, владела самым большим денежным состоянием на Британских островах (55 млн фунтов стерлингов). 
По состоянию на 2024 год носителем титула являлся внук первого барона, Гилберт Майкл Гамильтон Уиллс, 3-й барон Далвертон (род. 1944), который стал преемником своего отца в 1992 году.
Семейная резиденция — Бэтсфорд Парк в окрестностях Бэтсфорда в графстве Глостершир.

## Баронеты Уиллс из Нортмура (1897)
- 1897—1909: Сэр Фредерик Уиллс, 1-й баронет[англ.] (22 ноября 1838 — 18 февраля 1909), третий сын Генри Овертона Уиллса (1800—1871)[1];
- 1909—1956: Сэр Гилберт Алан Гамильтон Уиллс, 2-й баронет (28 марта 1880 — 1 декабря 1956), второй сын предыдущего, барон Далвертон с 1929 года[2].

## Бароны Далвертон (1929)
- 1929—1956: Гилберт Алан Гамильтон Уиллс, 1-й барон Далвертон (28 марта 1880 — 1 декабря 1956), второй сын сэра Фредерика Уиллса, 1-го баронета (1838—1909)[2];
- 1956—1992: (Фредерик) Энтони Гамильтон Уиллс, 2-й барон Далвертон (19 декабря 1915 — 17 февраля 1992), старший сын предыдущего[3];
- 1992 — настоящее время: (Гилберт) Майкл Гамильтон Уиллс, 3-й барон Далвертон (род. 2 мая 1944), старший сын предыдущего[4];
  - Наследник титула: достопочтенный Роберт Энтони Гамильтон Уиллс (род. 20 октября 1983), единственный сын предыдущего[5], который работает в Jardine Matheson в Гонконге.